# 尤鲁布琴科油气田
尤鲁布琴科油气田（Юрубченское нефтегазовое месторождение），是位於俄羅斯克拉斯諾亞爾斯克邊疆區的一個油氣田，界於石泉通古斯河與安加拉河之間，发现于1981年。
尤鲁布琴科油气田产层为里菲界沉积前温德原系被侵蚀段空洞-缝隙类白云岩。油田面积7500км²，里菲界沉积最厚处1792米，
油藏高度最高处90米，含油高度50米，空洞-缝隙白云岩储层的开放孔隙度从0.1%到1%。